# Nikolaj Aleksandrovič Chvostov
Nikolaj Aleksandrovič Chvostov, in russo Николай Александрович Хвостов? (8 agosto 1776, 28 luglio del calendario giuliano – 16 ottobre 1809, 4 ottobre del calendario giuliano), è stato un navigatore russo.

## Biografia
Chvostov (traslitterato anche Khvostov o Hvostov), nato l'8 agosto 1776, diplomato alla scuola del Corpo dei Cadetti della Marina. Nel 1802 entrò a far parte della Compagnia russo-americana assieme a Gavriil Ivanovič Davydov. Lasciarono San Pietroburgo nel mese di aprile 1802, e raggiunsero Ochotsk via terra nel mese di agosto dello stesso anno. Da lì salparono verso Kodiak, ripercorrendo lo stesso itinerario nel viaggio di ritorno. Davydov ha pubblicato in russo il racconto di questo viaggio (San Pietroburgo, 1810-1812).
In suo onore è stata così chiamata l'isola Khvostof che fa parte delle Rat, un gruppo delle Aleutine occidentali.